# 페르시아 회랑

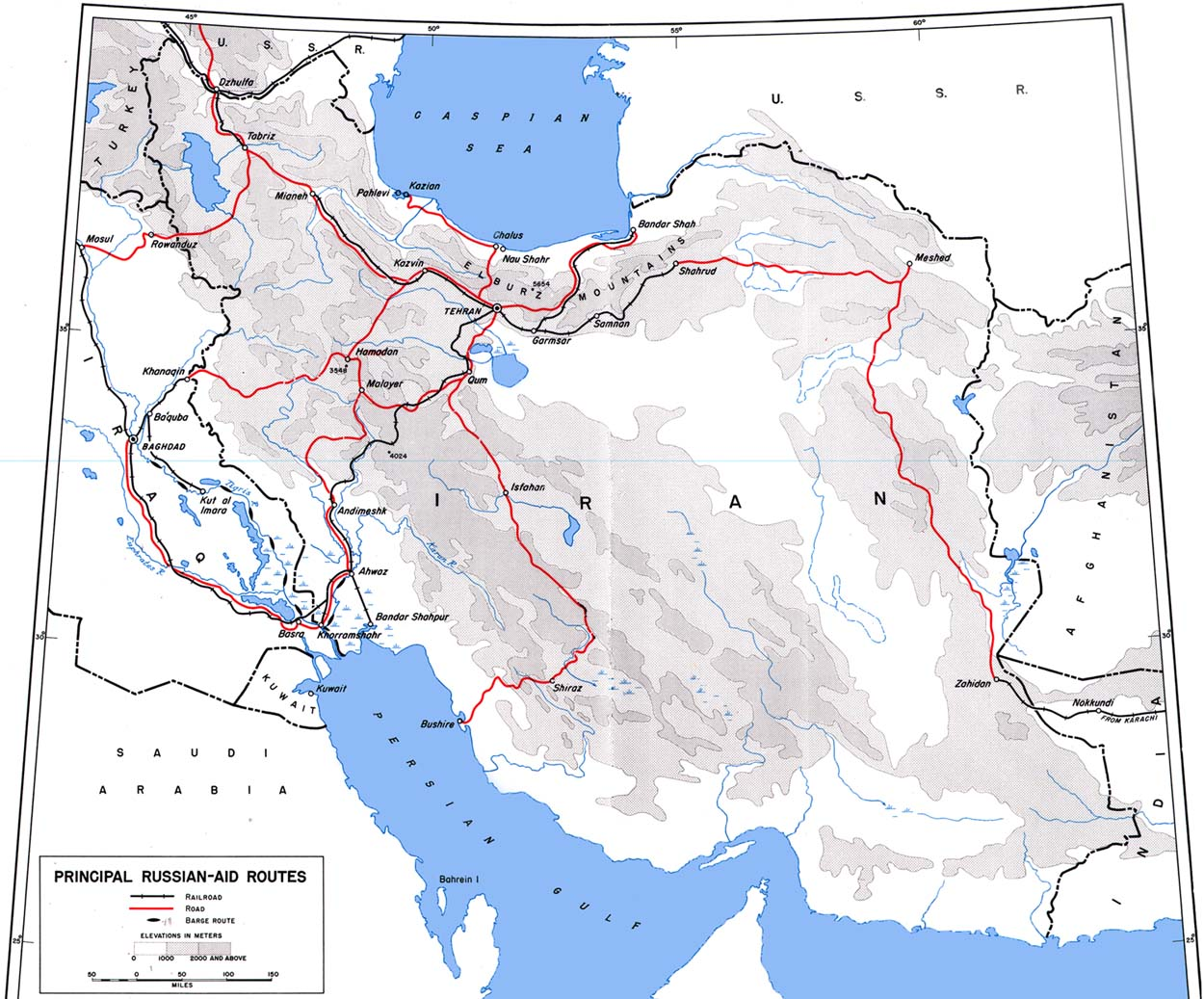
페르시아를 거쳐 소련으로 들어가는 연합군의 도로 및 철도 보급선

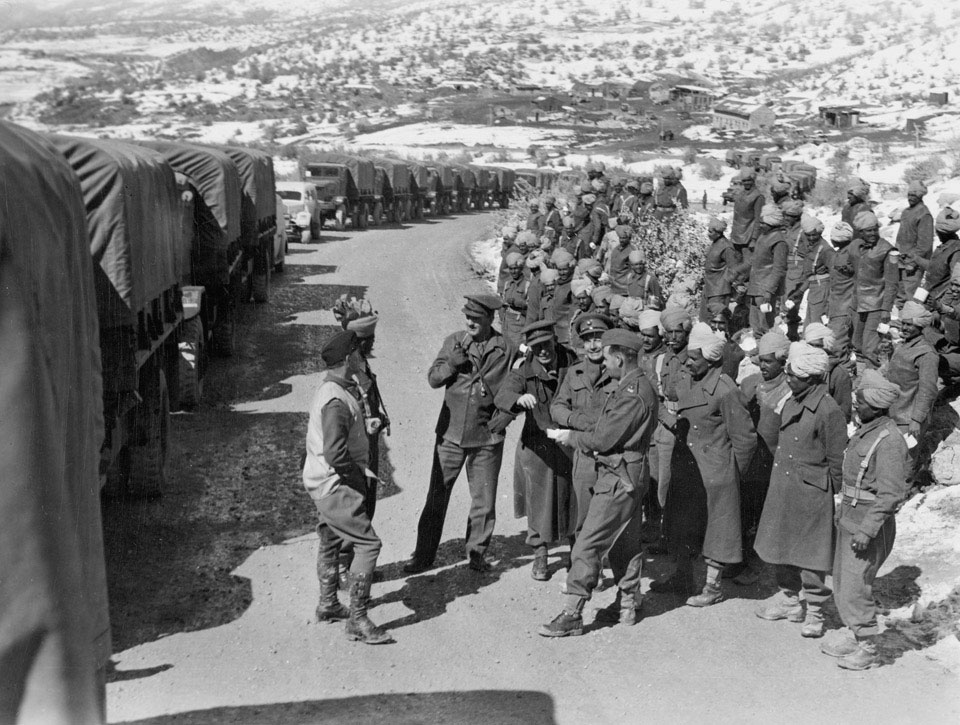
인도군 병사들이 1944년 소련으로 향하는 보급 수송대 옆에 서 있다.

페르시아 회랑(페르시아어: دالان پارسی)은 제2차 세계 대전 중 영국 원조 및 미국 무기대여법 물자가 소련으로 수송되던 이란을 통과하여 소련 아제르바이잔으로 이어지는 보급로였다. 소련에 제공된 1,750만 영국톤의 미국 무기대여법 원조 중 790만 영국톤(45%)이 이란을 통해 보내졌다.
이 보급로는 미국과 영국에서 시작되었는데, 선박들이 희망봉을 돌아 페르시아만으로 항해했다. 그곳에서 군수물자는 이란을 거쳐 소련으로 운송되었다. 다른 보급로로는 북극해를 가로지르는 북부 경로와 블라디보스토크에서 미국 화물을 처리한 다음 시베리아 횡단 철도를 통해 소련 전역을 가로지르는 태평양 경로가 있었다.
이 페르시아 경로는 소련의 필요를 충족시키기 위해 개발된 유일한 실현 가능하고 전천후 경로가 되었다.

## 어원
페르시아 회랑 시대의 영문 공식 문서에서는 "페르시아"라는 단어를 이란과 상호 교환적으로 계속 사용한다. 영국 정부의 서신에서는 윈스턴 처칠이 이웃 이라크와의 혼동을 피하기 위해 "이란" 대신 "페르시아"를 사용하기로 결정했다.

## 배경

### 샤의 전복
1941년 6월 독일의 소련 침공 이후 영국과 소련은 동맹국이 되었다. 영국과 소련은 새로 개통된 이란 횡단 철도를 페르시아만에서 소련으로 물자를 수송하는 매력적인 경로로 보았다. 양국은 이전 개입에서 얻은 양보를 이용하여 중립 이란(영국의 경우 이라크)이 군사 및 물류 목적으로 영토를 사용하도록 압력을 가했다. 영국과의 긴장 고조는 테헤란에서 친독일 집회로 이어졌다. 1941년 8월, 레자 샤 팔라비가 모든 독일 국민을 추방하고 연합국 편에 분명히 서는 것을 거부했기 때문에 영국과 소련은 이란을 침공하고 군주를 체포하여 남아프리카로 망명시키고 이란의 통신과 탐내던 철도를 장악했다.

제2차 세계 대전 중 동맹국 및 1939-1945년 중립 이란 침공.

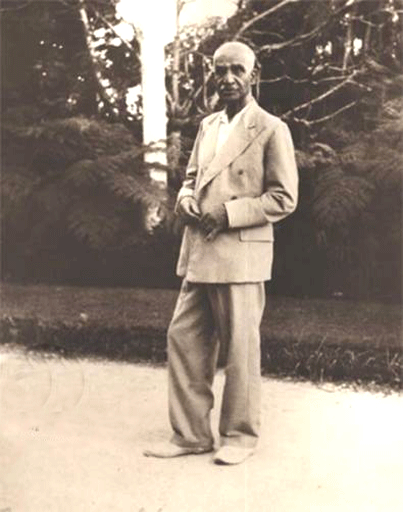
망명 중인 레자 샤 팔라비.

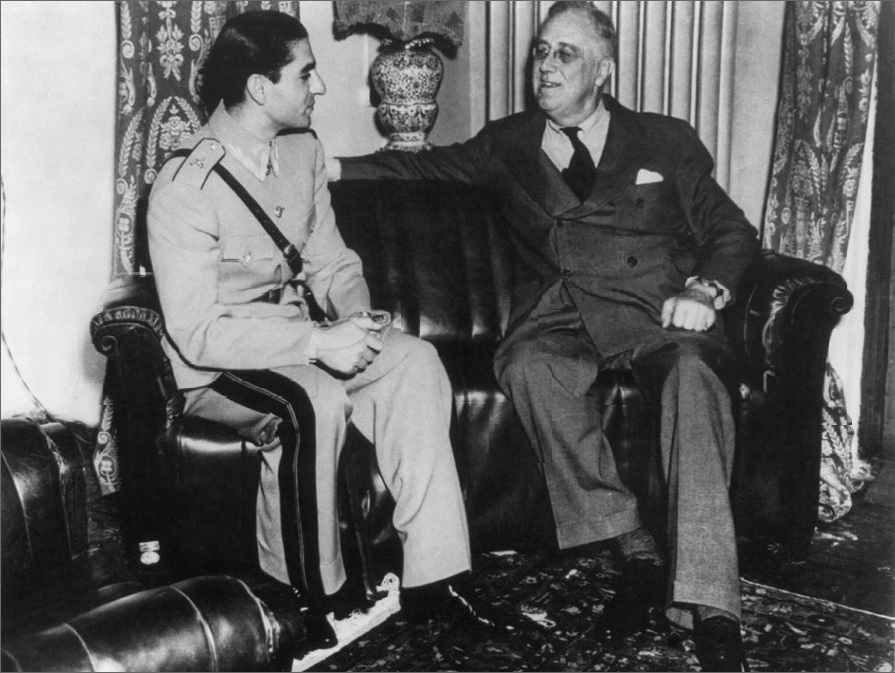
1943년 테헤란 회담에서 F. D. 루스벨트와 만난 레자 샤의 아들

1942년, 이제 제2차 세계 대전에서 영국과 소련의 동맹국이 된 미국은 철도 구간을 유지하고 운영하는 것을 돕기 위해 이란에 군사력을 파견했다. 영국과 소련 당국은 레자 샤의 정부 시스템이 붕괴되도록 허용하고 헌법적 정부 인터페이스를 제한했다. 그들은 레자 샤의 아들인 모하마드 레자 팔라비를 이란/페르시아 왕위에 앉혔다.
새로운 샤는 곧 자국의 독립에 대한 완전한 인정과 전쟁 종료 후 6개월 이내에 이란에서 철수하겠다는 약속(이 약속은 나중에 전쟁 후 그의 나라의 독립을 확보하는 데 필수적임이 입증됨)의 대가로 영국과 소련과의 완전한 비군사적 물류 협력을 약속하는 협정에 서명했다. 1943년 9월, 샤는 독일에 선전포고함으로써 한 걸음 더 나아갔다. 그는 연합국 공동 선언에 서명하여 자국이 원래 유엔에 의석을 가질 자격을 부여했다. 두 달 후, 그는 처칠, 루스벨트, 스탈린 간의 테헤란 회담을 개최했다.
이란에 너무 많은 외국 군대가 주둔하면서 사회 변화가 가속화되었고, 이는 국내의 민족주의 감정을 불러일으켰다. 1946년 호세인 골-에-골랍은 민족주의 노래 에이 이란을 발표했는데, 이 노래는 전쟁 중 시장 분쟁에서 미국 GI가 이란인 채소상인을 때리는 것을 골랍이 목격한 사건에서 영감을 받았다고 알려져 있다.

### 소련에 대한 보급의 전략적 필요성
됭케르크 철수 작전과 비시 프랑스와의 협정 이후, 독일은 1941년 6월 히틀러가 바르바로사 작전, 즉 소련 침공을 시작하기 전까지 유럽 본토에서 군사적 반대가 거의 없었다. 소련으로부터의 압력을 완화하기 위해 영국과 나중에 미국 지도자들은 유럽에 제2 전선을 열려고 했다. 그것이 시간이 걸릴 것이라는 것을 깨달은 서방 연합국은 붉은 군대가 독일군의 주력을 계속 교전할 수 있도록 충분한 물질적 지원을 스탈린에게 제공하기로 전략적 결정을 내렸다. 연합국은 제공될 물질의 종류와 양, 그리고 시기를 정의하는 의정서를 수립했다. 북극 항로에서의 독일군의 군사 작전은 미국이 첫 번째 의정서를 충족시키는 것을 방해했다. 이로 인해 연합국은 페르시아 회랑을 개발해야 한다는 압력을 점점 더 많이 받게 되었다.

## 보급 노력
연합국은 스터드베이커 US6 트럭부터 미국 통조림 식품에 이르기까지 모든 종류의 군수물자를 소련에 전달했다. 페르시아 회랑을 통과하는 대부분의 보급품은 페르시아만의 여러 항구에 선박으로 도착한 다음 철도나 긴 트럭 호송대를 통해 북쪽으로 운반되었다. 일부 물품은 나중에 선박에 다시 실려 카스피해를 건너거나, 다른 물품은 트럭으로 계속 운반되었다.
회랑에 주둔한 미국 육군 병력은 원래 이란-이라크 근무 사령부(Iran-Iraq Service Command) 소속이었으며, 나중에 페르시아만 근무 사령부(PGSC)로 이름이 변경되었다. 이는 미국이 제2차 세계 대전에 참전하기 전에 무기대여법 물자를 운송하기 위해 설립되었던 원래의 미국 군사 이란 임무(United States Military Iranian Mission)의 후신이었다. 이 임무는 원래 돈 G. 싱글러 대령이 지휘했으며, 1942년 말 도널드 H. 코널리 준장이 그를 교체했다. 이란-이라크 근무 사령부와 PGSC는 모두 미국 중동 육군 병력(USAFIME)에 종속되었다. PGSC는 결국 단순히 페르시아만 사령부로 이름이 변경되었다.

### 통계
러시아에 제공된 미국 무기대여법 원조 17,500,000 롱톤 (17,800,000 t) 중 7,900,000 롱톤 (8,000,000 t)(45%)가 이란을 통해 보내졌다. 페르시아 회랑 외에도 미국은 무르만스크와 아르한겔스크 항구로 북극해 호송대를 이용했고, 소련은 1945년 8월까지 일본과 전쟁 중이 아니었으므로 소련 선박은 미국 서해안과 캐나다에서 극동의 블라디보스토크로 물자를 운반했다. 페르시아 회랑은 4,159,117 롱톤 (4,225,858 t)의 화물이 운송된 경로였다. 이것이 페르시아 회랑을 통한 유일한 연합국의 기여는 아니었다. 연합국에서 온 약 7,900,000 롱톤 (8,000,000 t)의 선박 화물이 회랑에서 하역되었는데, 그 대부분은 소련으로 향했고 일부는 중동 사령부 소속 영국군이나 수만 명의 외국 군대와 폴란드 난민의 유입을 감당하고 있던 이란 경제를 위한 것이었다. 또한 페르시아와 소련의 새로운 운송 및 보급 시설 개발에도 물자가 필요했다. 이 톤수는 페르시아를 통한 군용기 수송을 포함하지 않는다.

### 보급로

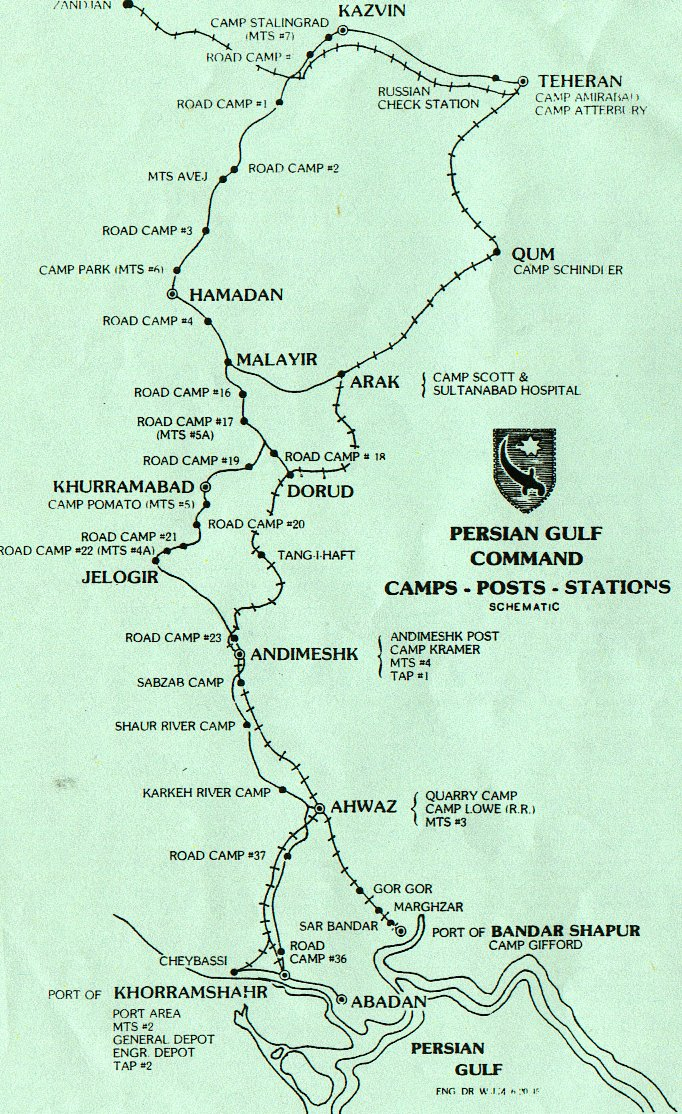
페르시아만 사령부, 캠프 - 기지 - 주둔지

물품은 멀리 캐나다와 미국에서 왔으며, 이란과 이라크의 페르시아만 항구에서 하역되었다. 1943년 튀니지, 시칠리아, 이탈리아 남부를 연합군이 점령하면서 추축국이 지중해에서 제거된 후, 화물 호송대는 지중해, 수에즈 운하, 홍해를 통과하여 이란으로 가서 소련으로 운송될 수 있었다.
이란으로 들어오는 물품의 주요 항구는 다음과 같다.
이란
- 부셰르
- 반다르 샤푸르 (현재 반다르 이맘 호메이니); 그리고

이라크
- 바스라
- 움카스르.

주요 육로 경로는 항구에서 테헤란으로, 그 다음
- 테헤란 — 아시가바트 또는
- 테헤란 — 바쿠

또는, 대안으로,
- 바스라 — 카즈빈 또는
- 줄파 — 베슬란.

출발 물품(카스피해 경유)의 주요 항구는 노샤흐르였다. 선박들은 이 항구에서 바쿠나 마하치칼라로 물품을 운반했다.

#### 기타 지역
경로상의 중요 소규모 항구 및 환적 지점은 다음과 같다.

##### 아제르바이잔
- 렌코란;

##### 아르메니아
- 예레반;

##### 조지아
- 트빌리시;

##### 북오세티야-알라니아
- 베슬란;

##### 이란
항구
- 반다르 안잘리
- 반다르아바스
- 차바하르
- 노샤흐르

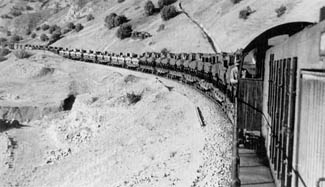
이란을 통과하여 붉은 군대를 위한 보급품을 싣고 가는 연합군 보급 열차

- 반다르-에 샤 (현재 반다르 투르카만)
- 아미르 아바드 항구
- 코람샤르
- 부셰르
- 아살루예
- 마흐샤흐르
- 반다르 샤푸르
- 페레이둔케나르

도시
- 안디메쉬크
- 테헤란
- 타브리즈
- 하마단
- 이스파한
- 카라지
- 호라마바드
- 카샨
- 말라예르
- 마슈하드
- 미아네
- 사리
- 셈난
- 샤흐루드
- 시라즈
- 타브리즈
- 곰
- 잔잔
- 자헤단

##### 투르크메니스탄
항구
- 크라스노보츠크

도시
- 아시가바트
- 키질 아르바트
- 키질 아테크

### 볼가강에서 스탈린그라드까지
페르시아 회랑을 넘어 카스피해 건너편에는 북쪽에서 카스피해로 흘러 들어가는 볼가강이 있다. 볼가강은 무기대여법 물자가 소련의 심장부로 도달하는 주요 경로였다.
1942년 독일 여름 공세의 목표 중 하나는 볼가강의 가장 동쪽 지점에 있는 스탈린그라드였다. 독일군은 도시의 일부를 점령하여 페르시아 회랑에서 오는 물자의 강 운송을 막았다. 스탈린그라드 전투(1942년 8월 23일 – 1943년 2월 2일)에서의 소련의 승리는 볼가강 경로를 다시 열었다.

### 인력
화물은 주로 왕립 육군 근무대 및 미국 육군 병참대와 같은 각국의 전투 지원 부대에 소속된 특별 영국 및 미국 운송 부대에서 처리했다. 많은 연합국 민간인 노동자, 예를 들어 부두 노동자와 철도 엔지니어도 회랑에서 고용되었다. 복잡한 보급 작전을 감독하는 데 도움을 주기 위해 군대에 자원하거나 징집된 많은 숙련된 엔지니어, 회계사 및 기타 전문가들이 준사관으로 임명되었다.
이란인에게 물류 지원을 제공하는 것 외에도 연합군은 다른 서비스도 제공했다. 특히 미국인들은 영국과 소련처럼 이란에 식민지 과거가 없었기 때문에 더 중립적으로 여겨졌다. 미국인들은 젊은 샤의 정부에 특별한 전문 지식을 기여했다. 전쟁 발발 당시 뉴저지 주 경찰서장으로 근무하던 노먼 슈워츠코프 시니어 대령은 1942년 8월 이란 제국 헌병대 훈련을 책임지게 되었다(그의 아들 노먼 슈워츠코프 주니어는 50년 후 페르시아 걸프 전쟁 동안 연합군을 지휘할 것이다).

### 장비
요구 사항이 많은 이란 횡단 철도 노선에서 열차를 운행하는 데 도움을 주기 위해 미국은 증기 기관차보다 더 적합한 ALCO 디젤 기관차를 대량으로 공급했다. 다양한 종류의 철도 차량 약 3,000대도 공급되었다.

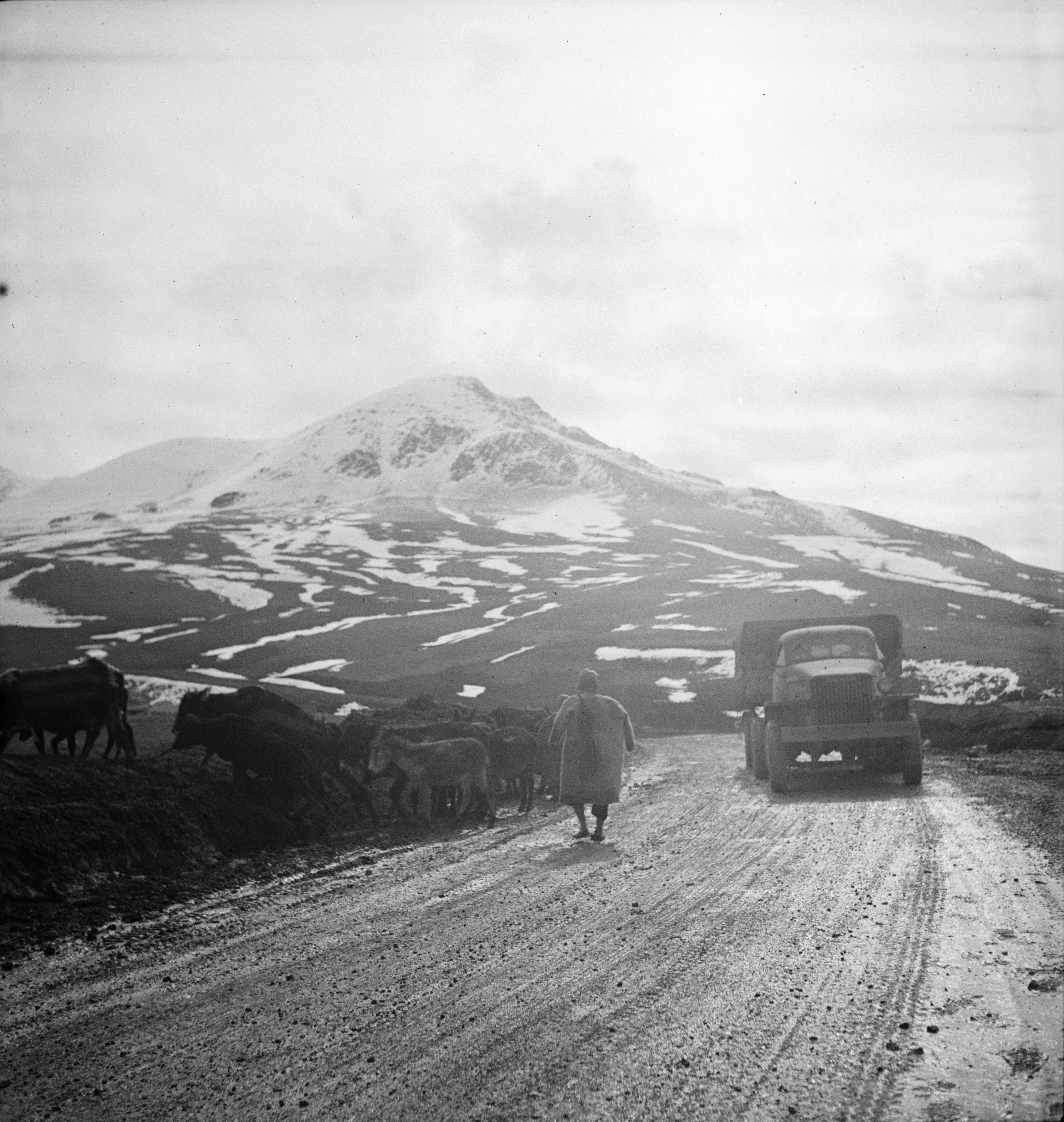
페르시아 회랑 어딘가에서 소련을 위한 보급품을 싣고 가는 미 육군 트럭 호송대. c. 1943
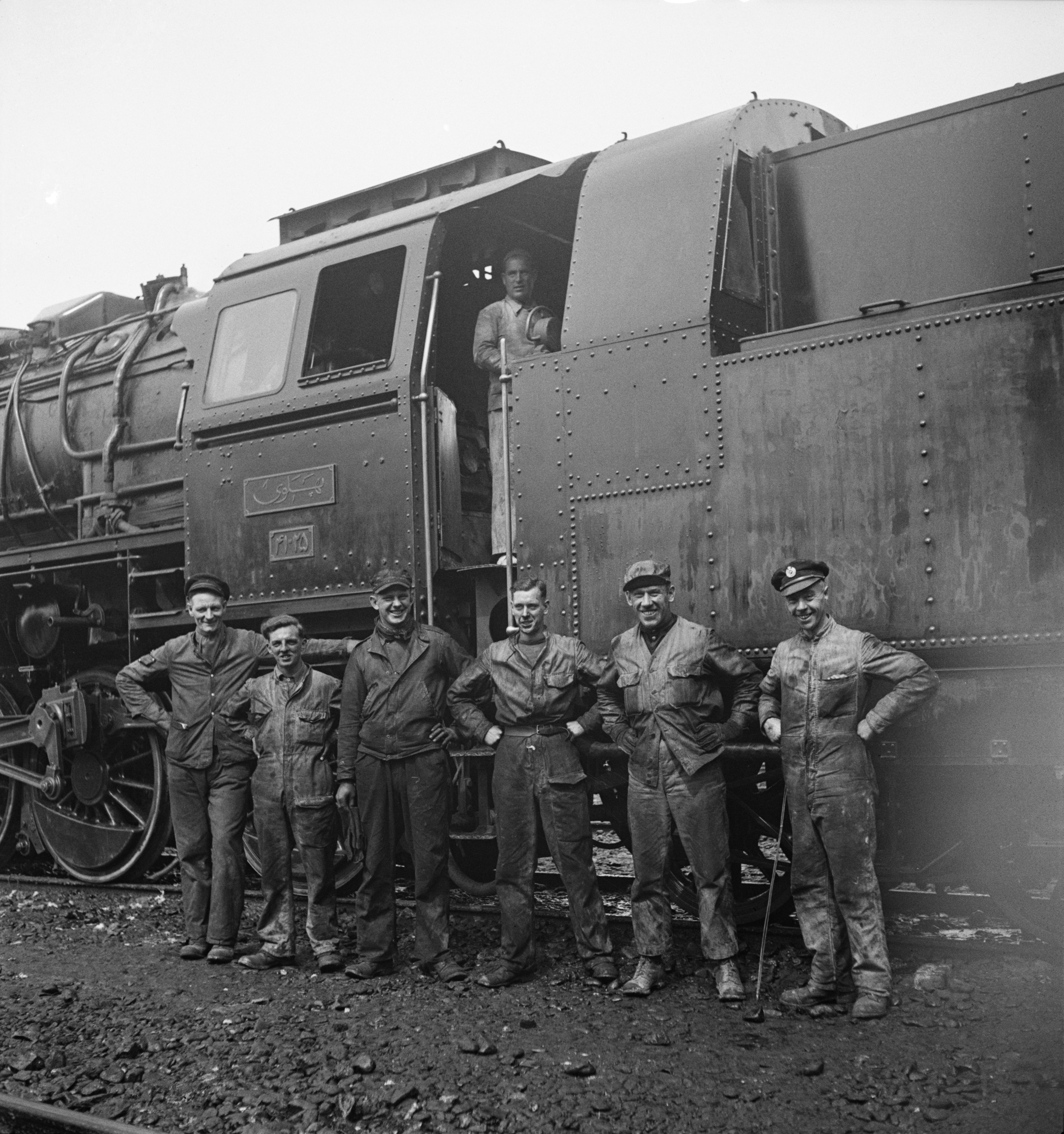
미국과 영국 철도 승무원들이 소련으로 보급품을 운반하기 위해 열차와 트럭을 운행했다. c.1943
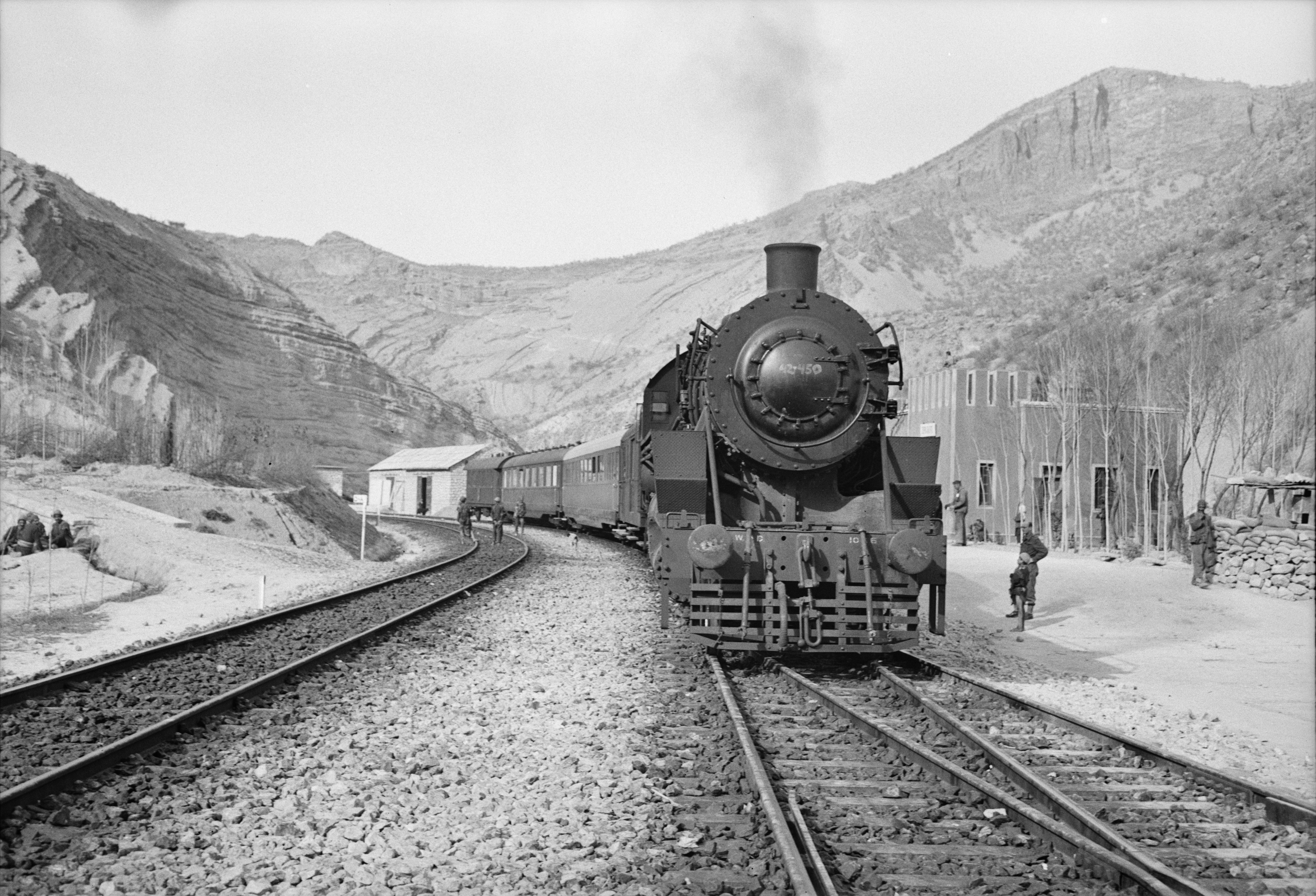
소련으로 향하는 연합군 원조를 운송하는 미국 열차가 산으로 둘러싸인 역에 정차하고 있다. 보급품은 페르시아 회랑을 통해 도로, 철도, 항공으로 운송되었다. c. 1943
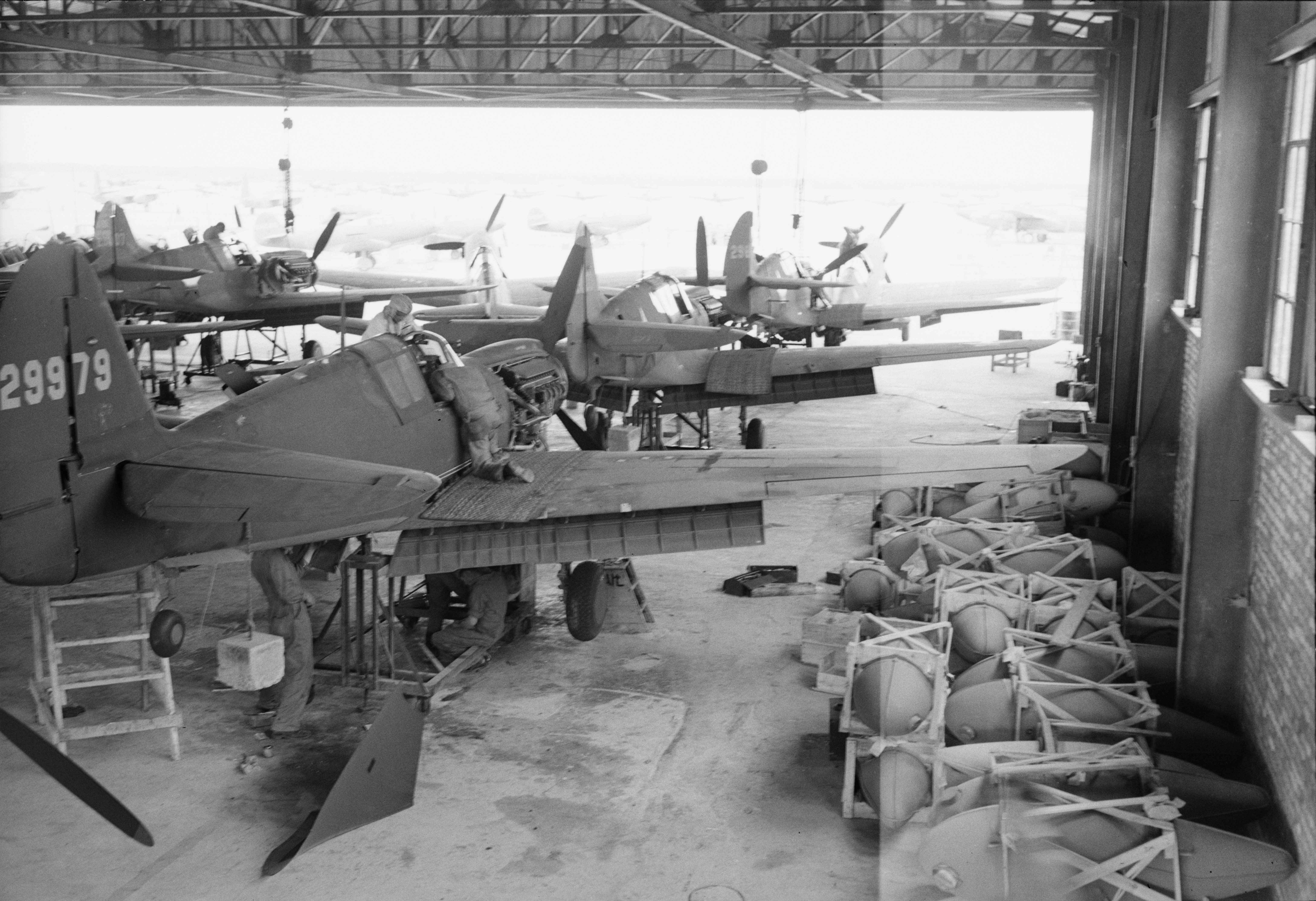
이란 어딘가에 있는 소련으로 향하는 미국 커티스 P-40 전투기 조립 공장. c.1943
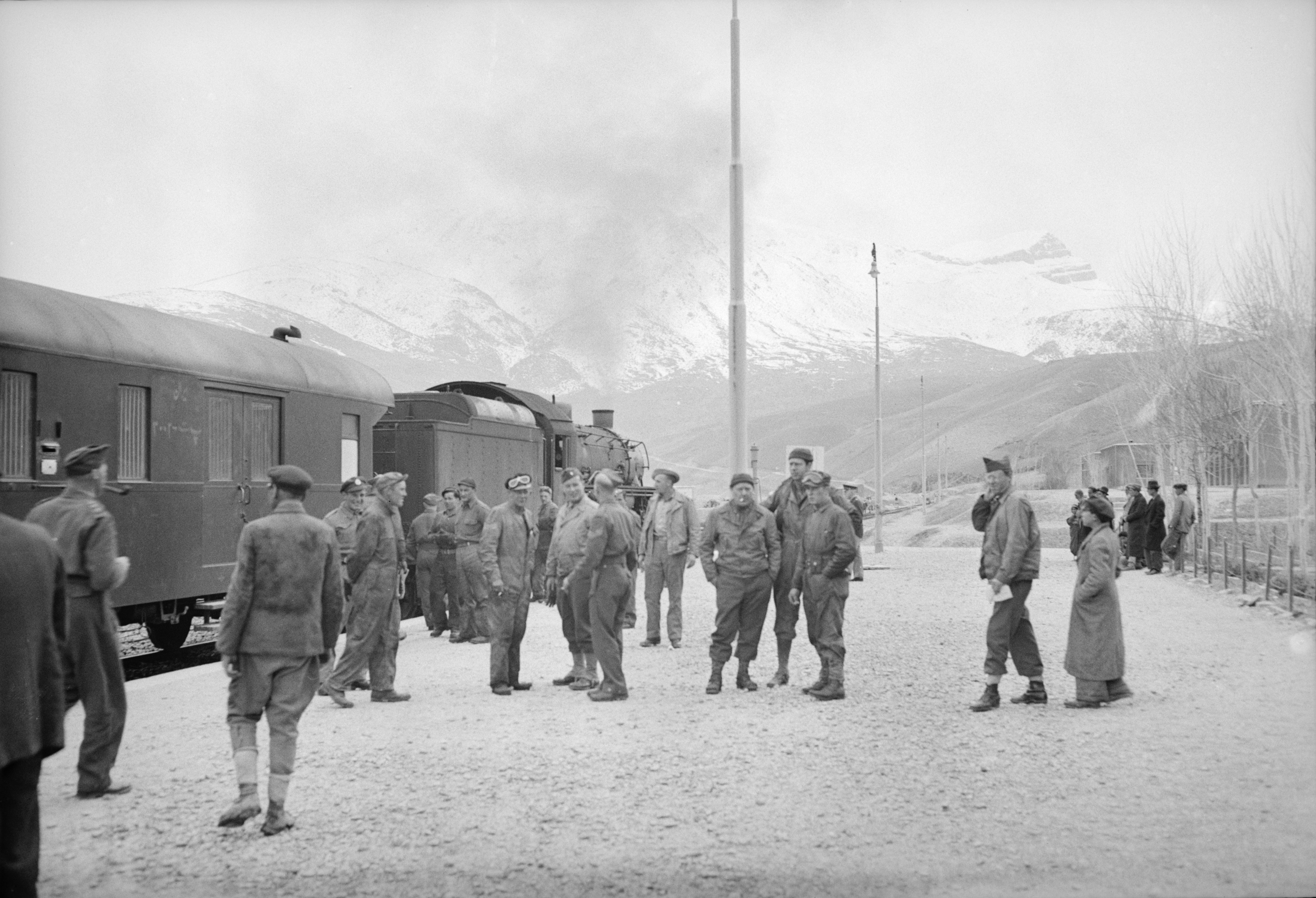
역에 서 있는 미국 및 영국군 열차 승무원. 왼쪽에 미국 기관차가 열차의 선두에 있다. c. 1943
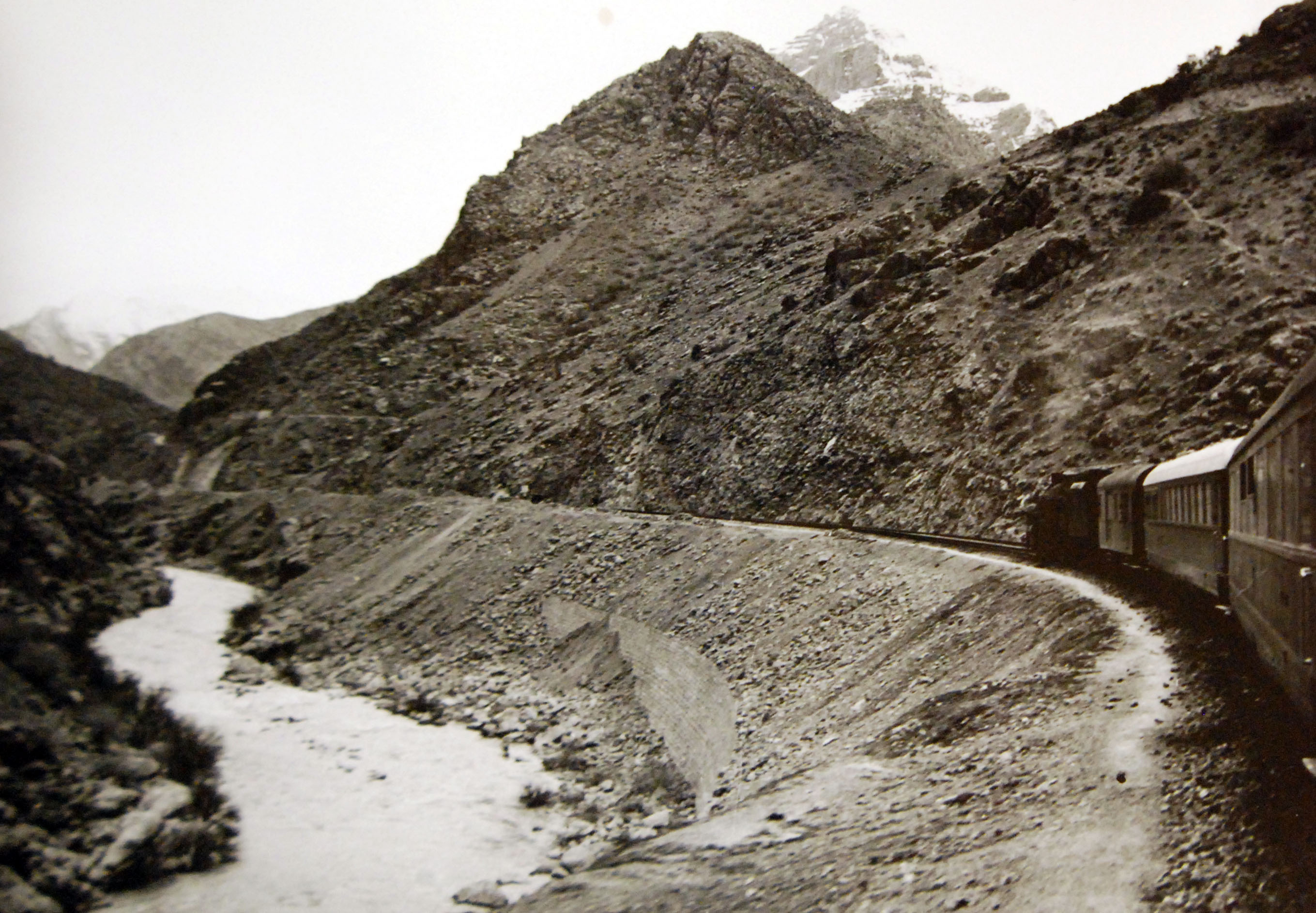
이라크 어딘가에서 구불구불한 길을 따라 협곡을 지나는 열차.

## 같이 보기
- 이란의 역사
- 제2차 세계 대전의 지중해 및 중동 전구
- 소련의 군사사
- 폴란드의 제2차 세계 대전 기여
- 영국-소련의 이란 침공
- 영국-러시아 협정 (1907년)
- 페르시아 왕도
- 세다르 작전
- 버마 로드

## 내용주
1. 1 2  Ward, Steven R. (2009). 《Immortal : A Military History of Iran and Its Armed Forces》. Georgetown University Press. 176쪽. ISBN 978-1-58901-258-5.
2. ↑  Churchill, Winston, The Second World War
3. ↑  Kemp, Paul (2004). 《Convoy!: Drama in Arctic Waters》. Edison, NJ: Castle Books. ISBN 0-7858-1603-8. OCLC 56497488. 2020년 6월 21일에 원본 문서에서 보존된 문서. 2020년 6월 19일에 확인함.
4. ↑  “They Helped Russia to Victory”. 《The Port Macquarie News and Hastings River Advocate (NSW : 1882–1950)》 (NSW: National Library of Australia). 1945년 4월 28일. 4면. 2013년 5월 25일에 확인함.

## 더 읽어보기
- Coakley, Robert W. (2000) [1960]. 〈Chapter 9: The Persian Corridor as a Route for Aid to the USSR〉.   Greenfield, Kent Roberts. 《Command Decisions》. Washington: 미국 육군 군사 연구소. CMH Pub 72-7. 2007년 12월 30일에 원본 문서에서 보존된 문서.
- Motter, T. H. Vail (2000) [1952]. 《The Persian Corridor and Aid To Russia》. Washington: 미국 육군 군사 연구소. CMH Pub 8-1. 2007년 12월 24일에 원본 문서에서 보존된 문서.